# Adam Bernstein
Adam Bernstein (Princeton, 7 mei 1960) is een Amerikaans regisseur van films, muziekvideo's en series. Daarnaast werkt hij als scenarioschrijver.

## Filmografie

### Televisie (selectie)
- Better Call Saul (2015-)
- 30 Rock (2006-)
- Scrubs (2001-2007)
- Ed (2001-2003)
- Entourage (2004)
- The Job (2002)
- Action (1999-2000)
- Strangers with Candy (1998)
- The Adventures of Pete & Pete (1993)

### Muziekvideo's (selectie)
- Alternative Girlfriend van Barenaked Ladies (1995)
- No Sleep till Brooklyn van de Beastie Boys (1987)
- Hey Ladies van de Beastie Boys (1989)
- Love Shack van The B-52's (1989)
- Baby Got Back van Sir Mix-a-Lot (1992)
- Headache van Frank Black (1994)

### Film (selectie)
- Six Ways to Sunday (1997)
- It's Pat (1994)
- Bad Apple (2004)